# لويس بورنو
لويس بورنو (بالفرنسية: Louis Borno)‏ (و. 1865 – 1942 م) هو سياسي، ودبلوماسي من هايتي ولد في بورت أو برنس.